# Зимни олимпийски игри 1984
Четиринадесетите зимни олимпийски игри се провеждат в Сараево, Босна и Херцеговина, Югославия от 8 до 19 февруари 1984 г.
Това са първите и единствени зимни олимпийски игри, организирани на Балканския полуостров и първите игри под ръководството на Хуан Антонио Самаранч.
Поради продължаващата политика на МОК за забрана на участието на професионални спортисти в олимпийските игри олимпийските шампиони от Лейк Плесид 1980, Ингемар Стенмарк и Хани Венцел не са допуснати до участие. Това е последният път, когато МОК забранява участието на професионални спортисти.

## Кандидатура
Сараево е един от трите града-кандидати за домакинство, заедно със Сапоро и Гьотеборг. Комитетът по организирането на олимпиадата е създаден на 31 май 1977 г. с подкрепата на Югославския олимпийски комитет, Югославската асоциация за физическа култура, Федералния изпълнителен съвет, президентската институция на Съюзна република Босна и Херцеговина, изпълнителния съвет на републиката и градския съвет на Сараево. В първия кръг на гласуването за домакин Сапоро води с 36 гласа пред Сараево с 32 и Гьотеборг с 8. Във втория кръг Сараево печели с 39 гласа срещу 36 за Сапоро. 

## Церемонии
Олимпийският огън е запален на 29 януари 1984 г. в Олимпия и е връчен на делегацията от Сараево на панатинския стадион в Атина. Огънят преминава общо 5289 km в две посоки – изток (2602 km) и запад (2687 km) през всички региони на Югославия, посещавайки столици, исторически места, свързани с олимпизма в Югославия и т.н. Огънят бива носен от 4000 души пред публика от общо над 1,5 млн. души. Югославският олимпиец Санда Дубравчич запалва огъня в стадиона. 
Церемонията по откриването се провежда на стадион „Кошево“ пред 45 000 зрители на 8 февруари. Игрите са открити от президента на СФРЮ Мика Шпиляк. Клетвата на съдиите е произнесена от Драган Перович. 

## Факти и рекорди

### Участници
МОК спонсорира участието на поне един спортист от всяка държава, което дава възможност на Мексико, Египет и Сенегал да дебютират на зимни олимпийски игри. В олимпийските игри взимат участие рекордния за времето си брой 1437 състезатели (1127 мъже и 283 жени) от 49 страни. 
| - Австралия (11) - Австрия (77) - Андора (2) - Аржентина (18) - Белгия (4) - Боливия (3) - Британски Вирджински острови (1) - България (21) - Великобритания (55) - ГДР (66) - Гърция (6) - Египет (1) - Исландия (5) |  | - Испания (16) - Италия (77) - Канада (70) - Кипър (5) - Китай (35) - Коста Рика (4) - Ливан (4) - Лихтенщайн (10) - Мароко (5) - Мексико (1) - Монако (1) - Монголия (4) |  | - Нидерландия (13) - Нова Зеландия (6) - Норвегия (67) - Полша (30) - Пуерто Рико (1) - Румъния (23) - Сан Марино (3) - Сенегал (1) - САЩ (118) - Северна Корея (7) - СССР (108) - Тайван (15) |  | - Турция (6) - Унгария (10) - Финландия (59) - Франция (34) - ФРГ (97) - Чехословакия (57) - Чили (4) - Швейцария (52) - Швеция (65) - Югославия (72) - Южна Корея (15) - Япония (45) |  |

Приходите от телевизионни предавания се увеличават близо пет пъти спрямо предишната зимна олимпиада и достигат 102,682 млн. щатски долара (спрямо 20,726 млн. долара в през 1980 г.). Предавания на живо са излъчени в над 100 държави и са гледани от над 2,5 млрд. зрители в световен мащаб.  Представителите на медиите са 7393 (2363 от печатни издания и 5030 от радио и телевизия). В организацията на игрите участват 10 450 доброволци.  98% от тях са доброволци. 

### Съоръжения
Между 15 юли 1979 и 1 декември 1983 г. са построени писти за ски бягане, стрелбище за състезанията по биатлон, шанца и помощни съоръжения в Игман, писти за алпийски ски в Белашница и Яхорина, улей за бобслей и спортни шейни в Требевич, залите Зетра и Скендерия, стадион Кошево, олимпийското село с 639 апартамента и 2250 легла, четири хотела и прес център. 

### Посетители
Състезанията са наблюдавани от над 646 000 души на живо – по-малък брой спрямо предишни зимни олимпийски игри поради големия брой телевизионни предавания. 

## Медали
| Място | Държава   | Злато | Сребро | Бронз | Общо |
| 1     | ГДР       | 9     | 9      | 6     | 24   |
| 2     | СССР      | 6     | 10     | 9     | 25   |
| 3     | САЩ       | 4     | 4      | 0     | 8    |
| 4     | Финландия | 4     | 3      | 6     | 13   |
| 5     | Швеция    | 4     | 2      | 2     | 8    |
| 6     | Норвегия  | 3     | 2      | 4     | 9    |
| 7     | Швейцария | 2     | 2      | 1     | 5    |
| 8     | Канада    | 2     | 1      | 1     | 4    |
| 9     | ФРГ       | 2     | 1      | 1     | 4    |
| 10    | Италия    | 2     | 0      | 0     | 5    |

## Българско участие
България е представена от
- алпийските скиори Петър Попангелов, Валентин Гичев, Митко Хаджиев и Борислав Киряков
- биатлонистите Владимир Величков, Юри Митев и Спас Златев
- ски бегачите Атанас Симидчиев, Светослав Атанасов и Милуш Иванчев
- ски скачачите Владимир Брейчев, Валентин Божков и Ангел Стоянов
- състезателите по фигурно пързаляне Кристина Боянова и Явор Иванов. [4]

## Дисциплини
Програмата на игрите включва 38 дисциплини от които 24 за мъже, 12 за жени и две смесени и 97 състезания от които 73 за мъже, 19 за жени и 5 комбинирани. Първият хокеен мач се провежда на 7 февруари, ден преди официалното откриване на игрите. Хокейните мачове и състезанията по фигурно пързаляне се провеждат по план, има малки промени в програмите на бързото пързаляне с кънки, бобслей и спортни шейни и огромно закъснение на състезанията по ски алпийски дисциплини поради метеорологичните условия. 
Същевременно се провеждат и състезания за инвалиди в Инсбрук на зимните параолимпийски игри. В тях участват атлети от Австрия, Канада, Испания, Норвегия, САЩ, Франция, ФРГ, Швейцария, Швеция и Югославия. 
Всички дати са в Централно европейско време (UTC+1)
| ЦО | Церемония по откриването | ● | Състезания | 1 | Финали | ЦЗ | Церемония по закриването |

| Февруари                    | Февруари                    | 7 Вт | 8 Ср | 9 Чет | 10 Пет | 11 Съб | 12 Нед | 13 Пон | 14 Вт | 15 Ср | 16 Чет | 17 Пет | 18 Съб | 19 Нед | Състезания |
| --------------------------- | --------------------------- | ---- | ---- | ----- | ------ | ------ | ------ | ------ | ----- | ----- | ------ | ------ | ------ | ------ | ---------- |
| Церемонии                   | Церемонии                   |      | ЦО   |       |        |        |        |        |       |       |        |        |        | ЦЗ     |            |
| Биатлон                     | Биатлон                     |      |      |       |        | 1      |        |        | 1     |       |        | 1      |        |        | 3          |
| Бобслей                     | Бобслей                     |      |      |       | ●      | 1      |        |        |       |       |        | ●      | 1      |        | 2          |
| Бързо пързаляне с кънки     | Бързо пързаляне с кънки     |      |      | 1     | 2      |        | 1      | 1      | 1     | 1     | 1      |        | 1      |        | 9          |
| Северна комбинация          | Северна комбинация          |      |      |       |        | ●      | 1      |        |       |       |        |        |        |        | 1          |
| Ски алпийски дисциплини     | Ски алпийски дисциплини     |      |      |       |        |        |        | 1      | 1     |       | 2      | 1      |        | 1      | 6          |
| Ски бягане                  | Ски бягане                  |      |      | 1     | 1      |        | 1      | 1      |       | 1     | 1      |        | 1      | 1      | 8          |
| Ски скокове                 | Ски скокове                 |      |      |       |        |        | 1      |        |       |       |        |        | 1      |        | 2          |
| Спортни шейни               | Спортни шейни               |      |      | ●     | ●      | ●      | 2      |        |       | 1     |        |        |        |        | 3          |
| Фигурно пързаляне           | Фигурно пързаляне           |      |      |       | ●      |        | 1      | ●      | 1     | ●     | 1      |        | 1      |        | 4          |
| Хокей на лед                | Хокей на лед                | ●    |      | ●     |        | ●      |        | ●      |       | ●     |        | ●      |        | 1      | 1          |
| Общо състезания за деня     | Общо състезания за деня     |      |      | 2     | 3      | 2      | 7      | 3      | 4     | 3     | 5      | 2      | 5      | 3      | 39         |
| Общо състезания от началото | Общо състезания от началото |      |      | 2     | 5      | 7      | 14     | 17     | 21    | 24    | 29     | 31     | 36     | 39     |            |
| Февруари                    | Февруари                    | 7 Вт | 8 Ср | 9 Чет | 10 Пет | 11 Съб | 12 Нед | 13 Пон | 14 Вт | 15 Ср | 16 Чет | 17 Пет | 18 Съб | 19 Нед | Състезания |

## Интересни факти
- Скиорът Юре Франко печели първият медал от зимни олимпийски игри за Югославия. [3]
- Бил Джонсън става първият американец спечелил ски спускане.
- Близнаците Фил и Стив Мар стават първи и втори в слалома. [3]
- Дебют прави дисциплината 20 km ски бягане за жени.
- Катарина Вит става втората състезателка по фигурно пързаляне при жените, която успява да защити олимпийската си титла след Соня Хени.[5]
- В бързото пързаляне с кънки, канадецът Гаетан Буше и източногерманката Карин Енке печелят по два златни медала. [3]
- Норвежкият биатлонист Ейрик Квалфос печели златен, сребърен и бронзов медал. [3]
- Маря-Лииса Кирвесмиеми-Хемелейнен от Финландия става първата жена, участвала на шест олимпийски игри. Доминира във всичките три състезания по ски-бягане при жените, печелейки с поне 10-секундна разлика всяко от тях. Печели и бронзов медал в щафетата 4 x 7,5 km. [3]
- Британските състезатели по фигурно пързаляне Джейн Торвил и Кристофър Дийн получават перфектни оценки от съдиите за артистичност за изпълнението си на „Болеро“ на Морис Равел. [3]